# NGC 5954
NGC 5954 é uma galáxia espiral barrada (SBc/P) localizada na direcção da constelação de Serpens. Possui uma declinação de +15° 12' 04" e uma ascensão recta de 15 horas, 34 minutos e 34,9 segundos.
A galáxia NGC 5954 foi descoberta em 17 de Abril de 1784 por William Herschel.